# Shehbaz Sharif
Mian Muhammad Shehbaz Sharif (urdu, pendżabski: میاں محمد شہباز شریف; ur. 23 września 1951 w Lahaurze) – pakistański przedsiębiorca i polityk, młodszy brat Nawaza Sharifa, trzykrotnego premiera Pakistanu. Premier Pakistanu od 11 kwietnia 2022 do 13 sierpnia 2023 i od 4 marca 2024, wcześniej dwukrotny minister naczelny prowincji Pendżab (1997–1999 i 2008–2018, z krótkimi przerwami).

## Życiorys
Shehbaz Sharif urodził się 23 września 1951 w Lahaurze jako syn przedsiębiorcy Muhammada Sharifa i młodszy brat przyszłego trzykrotnego premiera Pakistanu Nawaza Sharifa. Ukończył Government College w Lahaur, po czym rozpoczął pracę w rodzinnej grupie przemysłowej Ittefaq. W 1985 został przewodniczącym Izby Handlowej w Lahaurze.
W 1988 po raz pierwszy został wybrany do Zgromadzenia Prowincjonalnego Pendżabu. W latach 1990–1993 zasiadał w pakistańskim Zgromadzeniu Narodowym. Od 20 lutego 1997 do 12 października 1999 i od 8 czerwca 2008 do 8 czerwca 2018 (z przerwami od 25 lutego do 31 marca 2009 i od 27 marca do 6 czerwca 2013) był ministrem naczelnym Pendżabu.
11 kwietnia 2022 Zgromadzenie Narodowe wybrało go na urząd premiera, w następstwie wyrażenia dzień wcześniej wotum nieufności rządowi Imrana Khana. W związku z rozwiązaniem parlamentu w sierpniu 2023 roku przestał być premierem. 3 marca 2024 roku ponownie został wybrany na urząd premiera państwa, rozpoczął urzędowanie następnego dnia.